# ガナサン人
ガナサン人（ガナサンじん、ロシア語: нгана́саны́, ラテン文字転写: Nganasan）は、ロシア極北地方のサモエード系先住民族である。

## 概要
シベリアの中部、北極海に突き出たタイミル半島に居住する。自称は"ня"(ニャ)で「仲間」の意。「ガナサン」は「人間」 nganasaという言葉に由来する。古くは「タブギー」「サモエード・タブギー」と呼ばれた。 ウラル語族サモエード語派に属すガナサン語を話し、人種的にはモンゴロイドに属す。ロシアに834人（2002年）居住するほか、本来の居住域外のウクライナに44人（2001年）居住しており、ウクライナ在住のガナサン人はウクライナ人と混血して、コーカソイド化している。

## 言語
1989年の旧ソ連最後の人口統計では1,278人中、ガナサン語の話者は1,063人で、母語保存率は93.2％だった。

## 遺伝子
ガナサン人にはウラル語族に関連するY染色体ハプログループN系統が92%の高頻度で観察される。